# Tu te souviendras de moi
Pour plus de détails, voir Fiche technique et Distribution.
Tu te souviendras de moi  est un film dramatique canadien, réalisé par Éric Tessier et sorti en 2020. Basé sur la pièce de théâtre de François Archambault, le film met en vedette Rémy Girard dans le rôle d'Édouard Beauchemin, un universitaire à succès qui commence à souffrir des premiers stades de démence.
La première du film, initialement prévue pour le 20 mars 2020, a été reportée en raison de la pandémie de COVID-19 au Canada. Le film a été présenté en première au Festival du film de Sarajevo en août 2020. Il a été sélectionné comme film d'ouverture du Festival international du film d'Abitibi-Témiscamingue en 2022, sa première  projection au Québec, en raison des perturbations de distribution reliées à la pandémie.

## Prix
Le film a été projeté en 2020 au Festival du film de Whistler (en) 2020, où Rémy Girard a remporté le prix Borsos (en) pour la meilleure performance dans un film canadien.
Le film a reçu deux nominations lors de la 10e édition des Prix Écrans canadiens, en 2022. Éric Tessier a été nommé pour le meilleur scénario adapté et Pierre Gill pour la meilleure photographie.
En Abitibi-Témiscamingue, le film a remporté le Grand Prix Hydro-Québec.